# 12 scaune (film din 1971)
12 scaune  sau Douăsprezece scaune (titlul original: în rusă 12 стульев / Двенадцать стульев, transliterat: 12 stuliev) este o comedie sovietică din 1971 în regia lui Leonid Gaidai. Este o adaptare a romanului Douăsprezece scaune, al scriitorilor Ilf și Petrov.

## Conținut
Firul epic constă în încercarea unor personaje de a obține bijuterii ascunse într-un scaun. 

## Distribuție
- Arcil Gomiașvili - Ostap Bender
- Serghei Filippov - Kisa Vorobianinov
- Mihail Pugovkin - părintele Feodor
- Natalia Kracikovskaia - Madame Grițațuieva
- Igor Iasulovici - Ernest Shchukin, inginer
- Natalia Varlei - Liza
- Klara Rumianova - Katerina Alexandrovna
- Gheorghi Vitsin - Fitter Mechnikov
- Iuri Nikulin - portarul Tihon
- Glikeria Bogdanova-Chesnokova - Elena Stanislavovna Bour
- Vladimir Etuș - Andrey Bruns
- Natalia Vorobiova - Ellochka Schukina

## Lansare
A fost lansat în anul 1971 și a avut parte de mare succes comercial, fiind vizionat de 39,3 milioane de spectatori în cinematografele din Uniunea Sovietică.

## Linkuri externe
- 12 scaune la Internet Movie Database
- 12 scaune (film din 1971) la CineMagia

## Vezi și
- Douăsprezece scaune (1970)